# Francisco de Borja Valdés
Francisco de Borja Valdés Cuevas (Santiago, 1851 - Santiago, 11 de junio de 1929) fue un agricultor y político chileno, miembro del Partido Liberal.

## Carrera
Estudió en el Instituto Nacional y en el Colegio de los Sagrados Corazones de Santiago, para posteriormente estudiar leyes en la Universidad de Chile, carrera que no terminó para dedicarse a labores agrícolas.
En el año 1882 fue elegido diputado propietario representando al Departamento de Caupolicán, con cabecera en Rengo, cargo que mantuvo hasta 1885. Posteriormente fue nombrado ministro de Industria y Obras Públicas entre 1896 y 1897, en el gobierno de Federico Errázuriz Echaurren, y entre abril y mayo de 1904, en el gobierno de Germán Riesco.